# Ачарья S
Дороти Милн Мёрдок (англ. Dorothy Milne Murdock; 27 марта 1960, Массачусетс, США — 25 декабря 2015), известная также по литературному псевдониму Ача́рья S (англ. Acharya S)  — американская писательница и антирелигиозная активистка, сторонница мифологической школы. Автор нескольких книг, в которых отстаивает тезис, что христианская религия основана на древнейших мифах, что её символика имеет своим источником римские, греческие, египетские мифы, а также мифы других древних культур. Известна также как консультант фильма «Дух времени», по материалам её книг была снята первая его часть — «Самая великая история».
Ачарья — термин из индуизма, означает «учитель». Смысл буквы «S» в данном псевдониме неизвестен.

## Биографические сведения
Большинство биографических сведений о Д. Мёрдок известно лишь из её собственных заметок, помещённых на веб-сайте. Так, Д. Мёрдок пишет, что она
училась в Колледже Франклина и Маршалла в г. Ланкастер (штат Пенсильвания, США), где по окончании учёбы получила степень бакалавра гуманитарных наук по направлению «Антиковедение». Год обучалась в Американской школе античных исследований в Афинах (англ. American School of Classical Studies at Athens), затем работала ассистентом преподавателя на острове Крит (Греция), принимала участие в археологических раскопках в Коринфе (Греция) и Коннектикуте. Д. Мёрдок утверждает, что владеет древнегреческим и латинским, а также несколькими современными европейскими языками.
Эдвард Уинстон (Edward L. Winston), член Консорциума скептиков (англ. The Skeptical Inquiry Consortium), утверждает, что пытался проверить сведения Д. Мёрдок о членстве в Американской школе античных исследований в Афинах, но безуспешно:

Тщательный поиск по каталогам и персоналу не привёл ни к чему. Я связывался по электронной почте с различными людьми на этом веб-сайте, но никто никогда о ней не слышал.
Оригинальный текст (англ.)A thorough staff and directory search turned up nothing. I emailed various people on the web site, and yet nobody has ever heard of her

Некоторое время (в 2005—2006 гг.) под псевдонимом Acharya S состояла членом общественной организации «Комитет по научному изучению религии» при Совете по светскому гуманизму.
В 2005 г. в Сиэтле основала собственное издательство Stellar House Publishing, в котором опубликовала некоторые свои книги, а также сборник статей Барбары Дж. Уолкер (англ. Barbara G. Walker) «И создал человек бога» (2010). Издательство специализируется на публикации книг «по археологии, истории, астротеологии, мифологии и религии».
В своей книге The Gospel According to Acharya S она пишет, что не относит себя ни к атеистам, ни к теистам, хотя симпатизирует атеизму из-за «нечестности, фанатизма и деструктивности, свойственных теизму».

## Основные идеи
Религия мотивирована страхом и отсутствием безопасности: люди хотят верить — в Бога ли, Иисуса ли, Кришну, Будду — да во что-нибудь, во всё что угодно, лишь бы не чувствовать себя такими одинокими, беспомощными и забытыми.
В 1999 года Мёрдок опубликовала свою первую книгу — «За́говор во Христе» (англ. „The Christ Conspiracy“), — в которой отстаивает теорию, что существование Иисуса Христа — миф, а библейская история Христа сфабрикована.
Во второй книге — «Солнечные лики божества» (англ. „Suns of God“), — опубликованной в 2004 г., автор привлекает более широкий перечень источников и предпринимает сравнительный анализ историй жизни трёх различных религиозных персонажей: Кришны, Будды (Сиддхартхи Гаутамы) и Иисуса Христа. Обнаруженные, по её мнению, параллели между ними дали ей возможность утверждать, что биография Иисуса написана не на основе жизни реального исторического лица, а на основе уже имеющихся жизнеописаний восточных богов.

Реальность такова, что основное евангельское повествование и множество других главных библейских историй основаны на целом ряде культур, существовавших до появления христианства и иудаизма. Причина такого сценария не в том, что одна и та же «история» разыгрывалась до заключительного акта снова и снова в различных эпохах и местах, подобно киноплёнке, зацикленной на повторение некоего странного и кровавого фильма, но в том, что эти истории являются мифами, которые отражают периодически повторяемый природный феномен, воспринимаемый повсеместно в мире. — Acharya S. Suns of God 
Ачарья рассматривает своё исследование и как ответ на некоторые критические замечания, высказанные после выхода в свет предшествующей книги.
В публикации 2007 г. «Кто был Иисус?» (англ. „Who Was Jesus?“) автор возвращается к теме первой книги и продолжает развивать теорию, согласно которой историческая обоснованность существования Иисуса Христа сомнительна, а «ранняя христианская история является в значительной степени вымышленной, если проанализировать [подвергнуть классификации] все имеющиеся исторические и археологические данные».
Наконец, в 2009 г. были изданы книги «Христос в Египте: Связь Гора с Иисусом» (англ. „Christ in Egypt: The Horus-Jesus Connection“) и «Евангелие от Ачарьи S» (англ. „The Gospel According to Acharya S“).
В своих книгах Мёрдок характеризует Новый Завет как сочинение из разряда мифологической литературы, созданное в контексте определенных исторических условий. Она утверждает, что история Иисуса Христа — это пересказ различных языческих мифов, представляющих собой «астротеологию», или историю Солнца. По мнению Мёрдок, язычники считали эти истории мифами, но христиане уничтожили все доказательства противного их вере: добившись контроля над Римской империей, они уничтожали одни книги и осуществляли надзор за другими, что привело к распространению неграмотности в античном мире, обеспечившей то, что мифическая природа истории Христа была сокрыта.
Ачарья сопоставляет историю Иисуса с другими «богами-спасителями», такими как Митра, Гор, Адонис, Кришна, Кетцалькоатль и О́дин, утверждая, что предположительные общие черты проистекают из единого источника — мифа о боге-солнце или солярном божестве.

## Отклики
Основные положения теории Ачарьи вызвали широкий спектр критики — от христианских апологетов Майкла Ликоны и Джеймса Патрика Холдинга (англ. James Patrick Holding) до религиозных скептиков, таких как атеист Ричард Кэрриер (англ. Richard Carrier) и Роберт Прайс (англ. Robert M. Price). Книга «За́говор во Христе» получила благоприятный отзыв от другого писателя, Эрла Доэрти (англ. Earl Doherty), автора аналогичных конспирологических книг «Загадка Иисуса» (англ. „The Jesus Puzzle“) и «Иисус: Ни бог, ни человек» (англ. „Jesus: Neither God Nor Man“).
В статье с критикой книги Д. М. Мёрдок The Christ Conspiracy Майк Ликона цитирует мнение проф. астрономии и астрофизики Чикагского университета Ноэля Свердлова, специалиста в античной астрономии, касательно утверждений Д. Мёрдок по поводу астрологии: «По правде говоря, утверждения этой женщины настолько странные, что вряд ли вообще заслуживают ответа». Далее Ликона цитирует мнение др. Эдвина Брайанта, профессора индуизма Ратгерского университета. По поводу некоторых утверждений о Кришне, сделанных Д. Мёрдок, Брайант использует неполитичные выражения «абсолютная и полная ерунда» и советует ей «хотя бы прослушать базовый курс по религии». Кроме того, Ликона приводит мнение профессора Чан Фан Ю, заведующего кафедрой религии Ратгерского университета, специалиста по буддизму: «[эта женщина (Мёрдок)] полностью невежественна в буддизме… Пожалуйста, попросите её прослушать базовый курс мировых религий или буддизма, перед тем как говорить о вещах, которые она не знает».
Д. Мёрдок ответила на критику Ликоны, а Ликона ответил на её ответ.
Представление Ачарьи о христианстве как «тайном сговоре» привлекло внимание представителей теории заговора. В своей книге «Вам лгут» Рус Кик (англ. Russ Kick) характеризует «За́говор во Христе» как «весьма важную книгу для всякого, кто желает знать реальность за кулисами мировой господствующей религии». А в своей книге об американских представителях теории заговора Кен Томас (англ. Kenn Thomas) назвал Ачарью «выдающимся летописцем тайного сговора, известного как христианство», и рассказал, как однажды она была лишена приглашения на «конференцию по НЛО» по той причине, что один из докладчиков был возмущён её теорией.
Ачарья участвовала в программах различных радиостанций, интервью с ней можно было услышать в «Шоу Алана Колмеса» (англ. „Alan Colmes Show“) на радиостанции «Fox News Radio», а также в «Шоу Джефа Ренза» (англ. „Jeff Rense Show“). Её голос можно услышать и на менее известных подкастах, таких как «Black Op Radio». Интервью с ней опубликованы и в периодических журналах, например в «Paranoia» и «Progressive Observer».
В своей книге «В поисках Иисуса» (англ. „In Search of Jesus“) теолог Клинтон Беннет (англ. Clinton Bennett) отмечает сходство взглядов Ачарьи и Роберта Тайлора (англ. Robert Taylor), Джона Робертсона (англ. John M. Robertson), Джозефа Кэмпбела, но у первой они выражены в «аспекте Нью Эйдж».
Критикуя её вклад в создание первой части фильма «Дух времени», теолог Джоэл Макдюрмон (англ. Joel McDurmon) высказывает предположение, что «Ачарья нуждалась в наукообразном цитировании, чтобы поддержать свои астрологические фантазии, и поэтому ей пришлось проявить избирательность [при отборе материала] среди малоизвестных авторов».

## Список публикаций

### Книги
- Acharya S. The Christ Conspiracy: The Greatest Story Ever Sold. — Kempton, Illinois: Adventures Unlimited Press, 1999. — 430 p. — ISBN 0-932813-74-7.
- Acharya S. Suns of God: Krishna, Buddha and Christ Unveiled. — Kempton, Illinois: Adventures Unlimited Press, 2004. — 595 p. — ISBN 1-931882-31-2.
- Acharya S. La conspiración de Cristo: la mayor ficción de la historia. — Valdemar, 2005. — 702 p. — ISBN 84-7702-499-5.[42]
- Murdock D.M. (Acharya S.). Who Was Jesus? Fingerprints of The Christ. — Stellar House Publishing, 2007. — 284 p. — ISBN 978-0-9799631-0-0.
- Murdock D.M. (Acharya S.). Christ in Egypt: The Horus-Jesus Connection. — Stellar House Publishing, 2009. — 592 p. — ISBN 978-0-9799631-1-7.
- Murdock D.M. (Acharya S.). The Gospel According to Acharya S. — Stellar House Publishing, 2009. — 204 p. — ISBN 978-0979963124.

### Электронные книги
- Acharya S. The Companion Guide to ZEITGEIST, Part 1. — Stellar House Publishing. — 49 p.
- Murdock D.M. (Acharya S.). Jesus as the Sun throughout History. — Stellar House Publishing. — 37 p.
- Murdock D.M. (Acharya S.). The Real ZEITGEIST Challenge. — Stellar House Publishing, 2009. — 24 p.[43]
- Murdock D.M. (Acharya S.). The ZEITGEIST Sourcebook. — Stellar House Publishing, 2010. — 111 p.